# Giancarlo Maria Bregantini
Giancarlo Maria Bregantin, C.S.S. (* 28. září 1948 Denno) je italský římskokatolický duchovní, stigmatin a emeritní arcibiskup Campobasso-Boiano.

## Život
Narodil se 28. září 1948 v Denno.
Roku 1959 vstoupil no menšího semináře Kongregace posvátných stigmat našeho Pána Ježíše Krista. V září 1966 složil časné řeholní sliby a 13. června 1974 sliby věčné. Teologické vzdělávání získal v diecézi Verona a 1. července 1978 byl vysvěcen na kněze. Pokračoval ve studiu církevní historie na Papežské univerzitě Gregoriana, kde obdržel licenciát. Stal se profesorem církevní historie na Papežském regionálním semináři v Catanzaru a učitelem náboženství na Námořním institutu v Crotone.
Zastával funkci diecézního delegáta pro pastoraci, farního vikáře farnosti svaté Kláry v Crotone a vězeňského kaplana. V rámci kongregace byl provinčním poradcem a formátorem. Odešel do Bari, kde vyučoval církevní historii na Teologickém institutu Apulie. Několik let spravoval farnost svatého Catalda v Bari.
Dne 12. února 1994 jej papež Jan Pavel II. jmenoval biskupem Locri-Gerace. Biskupské svěcení přijal 7. dubna z rukou arcibiskupa Giuseppe Agostina a spolusvětiteli byli arcibiskupové Vittorio Luigi Mondello a Giovanni Maria Sartori. Dne 8. února 2007 byl papežem Benediktem XVI. ustanoven metropolitním arcibiskupem Campobasso-Boiano.
Dne 6. prosince 2023 přijal papež František jeho rezignaci z důvodu dosažení kanonického věku 75 let.